# Tobias Grünenfelder
Tobias Grünenfelder (ur. 27 listopada 1977 w Elm) – szwajcarski narciarz alpejski.

## Kariera
Po raz pierwszy na arenie międzynarodowej pojawił się 16 grudnia 1994 roku w Zermatt, gdzie w zawodach FIS Race zajął 60. miejsce w gigancie. W 1996 roku wystartował na mistrzostwach świata juniorów w Schwyz, gdzie zajął 13. miejsce w gigancie, a rywalizacji w slalomie nie ukończył.
W zawodach Pucharu Świata zadebiutował 5 stycznia 1997 roku w Kranjskiej Gorze, nie kończąc pierwszego przejazdu w gigancie. Pierwsze pucharowe punkty wywalczył dwa lata później w tej samej miejscowości, zajmując 24. miejsce w gigancie. Na podium zawodów tego cyklu po raz pierwszy stanął 23 lutego 2003 roku w Garmisch-Partenkirchen, kończąc supergiganta na trzeciej pozycji. W zawodach tych wyprzedzili go jedynie Marco Büchel z Liechtensteinu i Austriak Stephan Eberharter. Łącznie pięć razy stawał na podium, odnosząc przy tym jedno zwycięstwo: 28 listopada 2010 roku w Lake Louise był najlepszy w supergigancie. Najlepsze wyniki osiągnął w sezonie 2009/2010, kiedy zajął 29. miejsce w klasyfikacji generalnej, a w klasyfikacji supergiganta był jedenasty.
Na igrzyskach olimpijskich w Salt Lake City w 2002 roku zajął dwunaste miejsce w supergigancie, a giganta nie ukończył. Na rozgrywanych cztery lata później igrzyskach w Turynie był dwunasty w zjeździe. Brał też udział w igrzyskach olimpijskich w Vancouver, gdzie supergiganta ukończył na dziewiątej pozycji. Był też między innymi szesnasty w tej samej konkurencji podczas mistrzostw świata w Bormio w 2005 roku.
W 2013 roku zakończył karierę.
Jego siostra Corina i brat Jürg również uprawiali narciarstwo alpejskie.

## Osiągnięcia

### Igrzyska olimpijskie
| Miejsce | Dzień     | Rok  | Miejscowość    | Konkurencja | Czas biegu | Strata | Zwycięzca           |
| ------- | --------- | ---- | -------------- | ----------- | ---------- | ------ | ------------------- |
| 12.     | 16 lutego | 2002 | Salt Lake City | Supergigant | 1:21,58    | +1,85  | Kjetil André Aamodt |
| DNF2    | 21 lutego | 2002 | Salt Lake City | Gigant      | 2:23,28    | –      | Stephan Eberharter  |
| 12.     | 12 lutego | 2006 | Turyn          | Zjazd       | 1:48,80    | +1,64  | Antoine Dénériaz    |
| 9.      | 19 lutego | 2010 | Vancouver      | Supergigant | 1:30,34    | +0,56  | Aksel Lund Svindal  |

### Mistrzostwa świata
| Miejsce | Dzień       | Rok  | Miejscowość       | Konkurencja | Czas biegu | Strata | Zwycięzca           |
| ------- | ----------- | ---- | ----------------- | ----------- | ---------- | ------ | ------------------- |
| 20.     | 12 lutego   | 1999 | Vail/Beaver Creek | Gigant      | 2:19,31    | +3,96  | Lasse Kjus          |
| 18.     | 12 lutego   | 2003 | Sankt Moritz      | Gigant      | 2:45,93    | +1,62  | Bode Miller         |
| 16.     | 29 stycznia | 2005 | Bormio            | Supergigant | 1:27,55    | +2,06  | Bode Miller         |
| DNF     | 9 lutego    | 2011 | Ga-Pa             | Supergigant | 1:38,31    | -      | Christof Innerhofer |

### Mistrzostwa świata juniorów
| Miejsce | Dzień   | Rok  | Miejscowość | Konkurencja | Czas biegu | Strata | Zwycięzca          |
| ------- | ------- | ---- | ----------- | ----------- | ---------- | ------ | ------------------ |
| 13.     | 1 marca | 1996 | Schwyz      | Gigant      | 2:03,09    | +2,84  | Rainer Schönfelder |
| DNF2    | 3 marca | 1996 | Schwyz      | Slalom      | 1:31,71    | -      | Benjamin Raich     |

### Puchar Świata

#### Miejsca w klasyfikacji generalnej
- sezon 1998/1999: 98.
- sezon 2000/2001: 119.
- sezon 2001/2002: 49.
- sezon 2002/2003: 50.
- sezon 2003/2004: 42.
- sezon 2004/2005: 45.
- sezon 2005/2006: 59.
- sezon 2006/2007: 66.
- sezon 2007/2008: 67.
- sezon 2008/2009: 60.
- sezon 2009/2010: 29.
- sezon 2010/2011: 43.
- sezon 2011/2012: 103.
- sezon 2012/2013: 143.

#### Miejsca na podium w zawodach
1. Garmisch-Partenkirchen – 23 lutego 2003 (supergigant) – 3. miejsce
2. Garmisch-Partenkirchen – 1 lutego 2004 (supergigant) – 3. miejsce
3. Bormio – 29 grudnia 2005 (zjazd) – 3. miejsce
4. Kvitfjell – 7 marca 2010 (supergigant) – 3. miejsce
5. Lake Louise – 28 listopada 2010 (supergigant) – 1. miejsce